# 天然花音
天然美月（日語：あまねみづき），1999年12月22日—，日本AV女優，舊藝名天然かのん（天然花音），天然花音時期所屬事務所是Prime Agency。
2021年5月28日於個人Twitter上宣布改名為「天然美月」，也改變事務所，所屬事務所是Wish。

## 個人簡介
出身於秋田縣。曾在拉麵店和居酒屋兼差。
自稱「キモメン大好き」，且有多部相關作品。
藝名以「天然であざとい」來命名。初體驗是16歲。出道前的經驗人數是8人（3個是交往對象）。
看見父親在看櫻樹露依演的A片，因此對AV女優感到憧憬。
2021年5月將事務所從Prime Agency移到Wish。同時更改藝名為「天然美月（あまねみづき）」。

## 外部連結
- 公式プロフィール （页面存档备份，存于）
- 天然美月的X（前Twitter）
- 天然美月的Instagram帳戶
- 天然美月的TikTok
- YouTube上的天然ちゃんねる頻道